# Timbal de Martín Sec
El timbal de Martín Sec (en italiano: timballo di Martin Sec) es un pastel típico de la gastronomía piamontesa que consiste en masa quebrada rellena de peras cocidas al vino tinto con azúcar y especias.

## Descripción
Como sugiere su nombre, este postre se elabora a base de peras Martin Sec, que son típicas de la región. Se prepara cocinando las peras junto con vino, azúcar y especias varias, como canela, ralladura de limón o naranja, clavo de olor o enebro. Luego, esta mezcla se vierte sobre un disco de masa quebrada (en italiano: pasta frolla) y se cubre con otra capa de masa.

## Postres similares
Un postre similar al timbal, pero elaborado con ciruelas, es la torta de ramassin, típica de la zona de Saluzzo.